# 木村季果
木村 季果（きむら としか）は、日本の男性俳優。

## 略歴
主に1990年代半ばの若者向けドラマ・映画にて学生役を演じる事が多かった。「ミラクル仮面高校生」では主人公の敵役、「銀狼怪奇ファイル」では終盤の鍵となる回でのゲスト主役を演じ知名度を上げた。「暴力教師〜君に伝えたいこと」ではレギュラーキャストで物語の軸となる役どころを演じた。「女教師6」では準主演（男性側主役）で官能映画に挑戦し、女教師と結ばれるシーンにて全裸でのセックスシーンを演じた。

## 出演

### テレビドラマ
- 人間・失格（1994年、TBS）
- とっても母娘（1995年、TBS）
- ミラクル仮面高校生（1995年、テレビ朝日）
- ビーファイターカブト（1995年、テレビ朝日）
- 銀狼怪奇ファイル 第10話（1996年、日本テレビ） - 川上トオル 役
- 暴力教師〜君に伝えたいこと（1996年、NHK総合） - 磯山翼 役
- 土曜ワイド劇場 事件シリーズ5 中学校長を殺した女！いじめ自殺で息子の命を奪われた母が裁かれる時…（1997年5月24日、テレビ朝日）

### オリジナルビデオ
- 女教師6（1998年、日活）- 椎名孜 役

### ラジオ
- FMシアター青春アドベンチャー「家族ホテル」（1997年5月6日-5月16日、NHK-FM） - ケンジ 役

### ゲーム
- 街 〜運命の交差点〜 - 土屋利男 役

| スタブアイコン | サブスタブ | この項目は、まだ閲覧者の調べものの参照としては役立たない、俳優（男優・女優）に関連した書きかけの項目です。この項目を加筆・訂正などしてくださる協力者を求めています（P:映画/PJ芸能人）。 |